# インゲボリ・マグヌスドッテル・アヴ・スヴェーリエ
インゲボリ・マグヌスドッテル・アヴ・スヴェーリエ（スウェーデン語：Ingeborg Magnusdotter av Sverige, 1277年 - 1319年4月5日/8月15日）またはインゲボー・マグヌスダッタ・ア・スヴェーリエ（デンマーク語：Ingeborg Magnusdatter af Sverige）は、デンマーク王エーリク6世の王妃。

## 生涯

### 出自
インゲボリはスウェーデン王マグヌス3世とヘルヴィヒ・フォン・ホルシュタインの間の娘である。
1288年にインゲボリはエーリク6世と婚約し、1296年にヘルシンボリで結婚式が行われた。この結婚は王家の婚姻政策の一環であった。1298年にはインゲボリの弟スウェーデン王ビルイェルが、エーリク6世の妹マルタと結婚した。エーリク6世がルンド大司教イェンス・グランと対立していたため、結婚に必要な特免状が届いたのは1297年のことであった。

### デンマーク王妃
王妃インゲボリは美しく思いやりのある人物であったと伝えられている。結婚の際に恩赦を願った内容の歌が伝わっており、また、同時代のデンマークおよびスウェーデンで歌われた歌では、インゲボリの慈悲の心と公平性を褒めたたえている。インゲボリはデンマークで人気があり、「よき女性（gode Frue）」といわれていた。
インゲボリが政治的にどのような役割を果たしたかについては記録がない。夫エーリク6世は、スウェーデンが王位継承問題で対立が起こっていた間、インゲボリの弟ビルイェルとその妃マルタと同盟を結んでいた。1306年、ビルイェル王と王妃マルタが王の弟セーデルマンランド公エリクとヴァルデマールに捕らえられた後、インゲボリ夫妻はビルイェル王の息子を預かり、さらに1318年にエリクとヴァルデマールが幽閉されまもなく死去した後、ビルイェル夫妻もデンマークに亡命している。
インゲボリはいずれも早世した8人の息子を産み、6回流産したとされている。その数は記録により異なるが、いずれにせよインゲボリは流産を繰り返し、また生まれた子もみな早世した。
1318年、インゲボリは息子を産んだが、流産を繰り返した後のことで大いに祝われた。しかし、インゲボリが馬車から民衆にこの幼児を見せようとしたとき、馬車が突然倒壊し、幼児はインゲボリの手から落ち、首の骨を折って亡くなってしまった。

### その後
息子の死後、インゲボリはロスキレの聖カタリーナ修道院に入った。その理由は様々に伝わっている。一つには、インゲボリが自らの意思によって修道院に入ったという。その理由は息子を失った悲しみゆえ、あるいは弟エリクとヴァルデマールの死を悲しんで、といわれている。
他に伝わるところでは、夫エーリク6世が、息子を失ったことでインゲボリを責め、無理やり修道院に監禁したともいわれている。また、インゲボリが弟エリクとヴァルデマールの政治的策略に深く関与しすぎたため監禁されたともいわれている。
インゲボリが修道院に自ら入ったか監禁されたかに関わらず、インゲボリはそれ以前からこの修道院の後援者であった。
1319年、インゲボリは夫と大司教に自身の死を予言したといわれる。それからまもなくしてインゲボリは死去し、夫エーリク6世もその後まもなく死去した。
インゲボリはリングステズの教会に葬られた。墓には以下のような銘が記されている。
「私、スウェーデン王女インゲボリは、かつてデンマーク王妃でしたが、私が原因で悲しむ人々に許しを請います。どうか私を許し、私の魂を記憶にとどめてください。」